# Miquelia caudata
Miquelia caudata är en tvåhjärtbladig växtart som beskrevs av George King. Miquelia caudata ingår i släktet Miquelia och familjen Icacinaceae. Inga underarter finns listade i Catalogue of Life.